# Somalia ved OL
Somalia deltog første gang i olympiske lege under Sommer-OL 1972 i München, og har deltaget i samtlige efterfølgende sommerlege med undtaget 1976 Montréal, 1980 Moskva og 1992 Barcelona. De har aldrig deltaget i vinterlege. Somalia har aldrig vundet nogen medalje. 

## Medaljeoversigt
| Somalias medaljer under de olympiske sommerlege | Somalias medaljer under de olympiske sommerlege | Somalias medaljer under de olympiske sommerlege | Somalias medaljer under de olympiske sommerlege | Somalias medaljer under de olympiske sommerlege | Somalias medaljer under de olympiske sommerlege |
| ----------------------------------------------- | ----------------------------------------------- | ----------------------------------------------- | ----------------------------------------------- | ----------------------------------------------- | ----------------------------------------------- |
| Lege                                            | Guld                                            | Sølv                                            | Bronze                                          | Totalt                                          | Rang                                            |
| 1972 München                                    | 0                                               | 0                                               | 0                                               | 0                                               | –                                               |
| 1976 Montréal                                   | Deltog ikke                                     | Deltog ikke                                     | Deltog ikke                                     | Deltog ikke                                     | Deltog ikke                                     |
| 1980 Moskva                                     | Deltog ikke                                     | Deltog ikke                                     | Deltog ikke                                     | Deltog ikke                                     | Deltog ikke                                     |
| 1984 Los Angeles                                | 0                                               | 0                                               | 0                                               | 0                                               | –                                               |
| 1988 Seoul                                      | 0                                               | 0                                               | 0                                               | 0                                               | –                                               |
| 1992 Barcelona                                  | Deltog ikke                                     | Deltog ikke                                     | Deltog ikke                                     | Deltog ikke                                     | Deltog ikke                                     |
| 1996 Atlanta                                    | 0                                               | 0                                               | 0                                               | 0                                               | –                                               |
| 2000 Sydney                                     | 0                                               | 0                                               | 0                                               | 0                                               | –                                               |
| 2004 Athen                                      | 0                                               | 0                                               | 0                                               | 0                                               | –                                               |
| 2008 Beijing                                    | 0                                               | 0                                               | 0                                               | 0                                               | –                                               |
| 2012 London                                     | 0                                               | 0                                               | 0                                               | 0                                               | –                                               |
| 2016 Rio de Janeiro                             | 0                                               | 0                                               | 0                                               | 0                                               | –                                               |
| 2020 Tokyo                                      |                                                 |                                                 |                                                 |                                                 | –                                               |
| Totalt                                          | 0                                               | 0                                               | 0                                               | 0                                               |                                                 |